# Sociaaldemocratische Arbeiderspartij van Oostenrijk

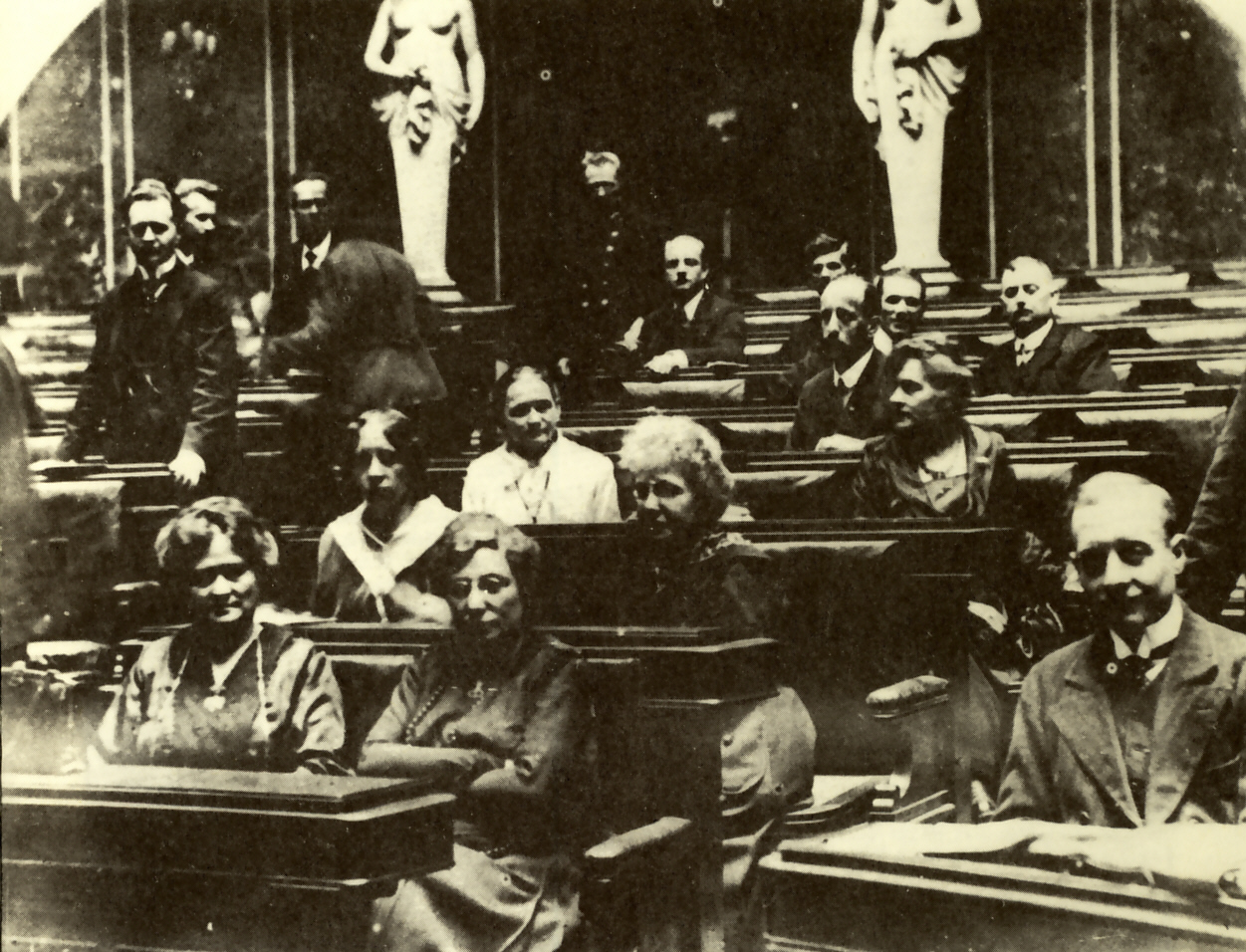
De Sociaaldemocraten in het Oostenrijkse parlement, 4 maart 1919, met de eerste vrouwelijke gekozenen

De Sociaaldemocratische Arbeiderspartij van Oostenrijk (Duits: Sozialdemokratische Arbeiterpartei Österreichs, SDAPÖ) werd in 1889 gevormd uit verschillende sociaaldemocratische partijen. Na de Tweede Wereldoorlog werd de SPÖ opgericht.
Voor geschiedenis en meer informatie zie SPÖ